# Parione

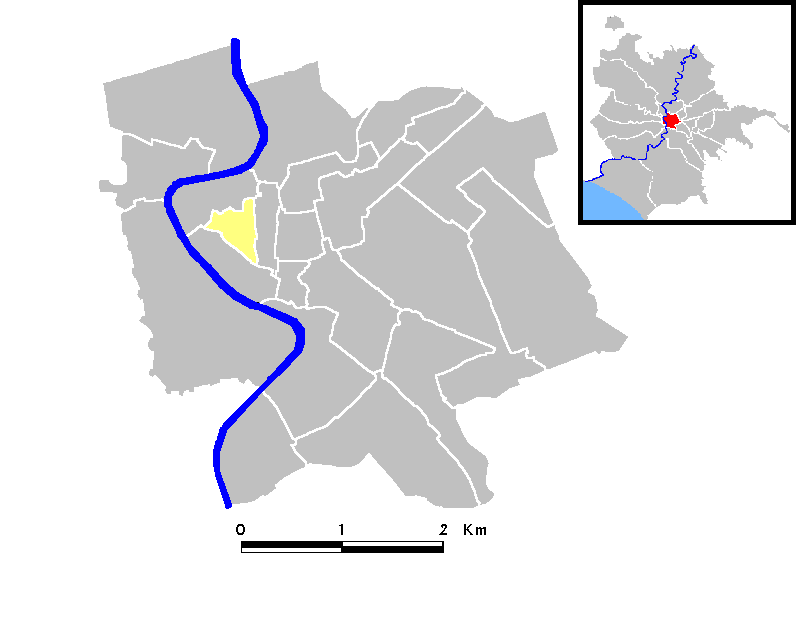
Lage von Parione in Rom

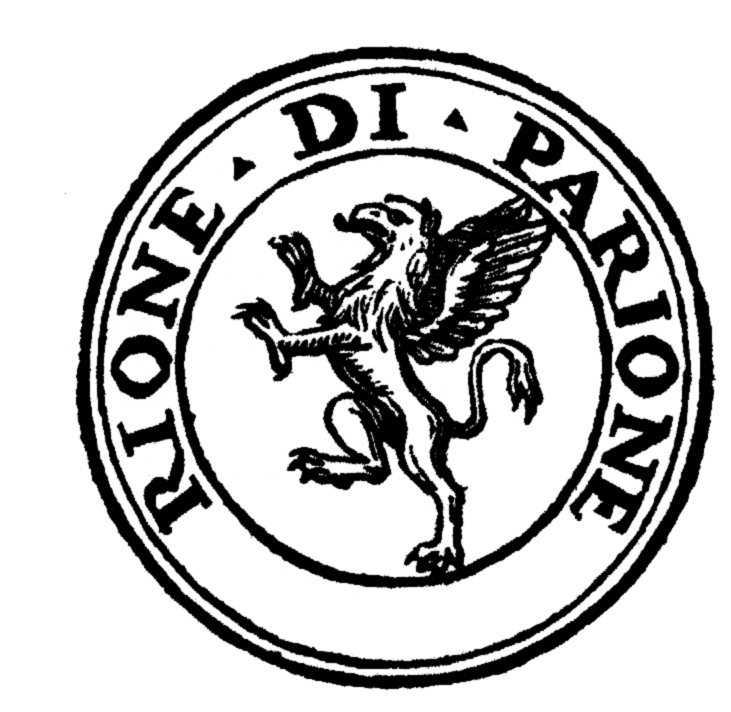
Wappen von Parione

Parione ist der VI. Rione (Stadtteil) von Rom. Er umfasst das Altstadtquartier um Piazza Navona und Campo de’ Fiori.

## Geschichte
Der Name Parione rührt von der lateinischen Bezeichnung Paries für eine große Mauer her. Gemeint war damit vermutlich ein Rest des Stadions des Domitian.

## Weblinks

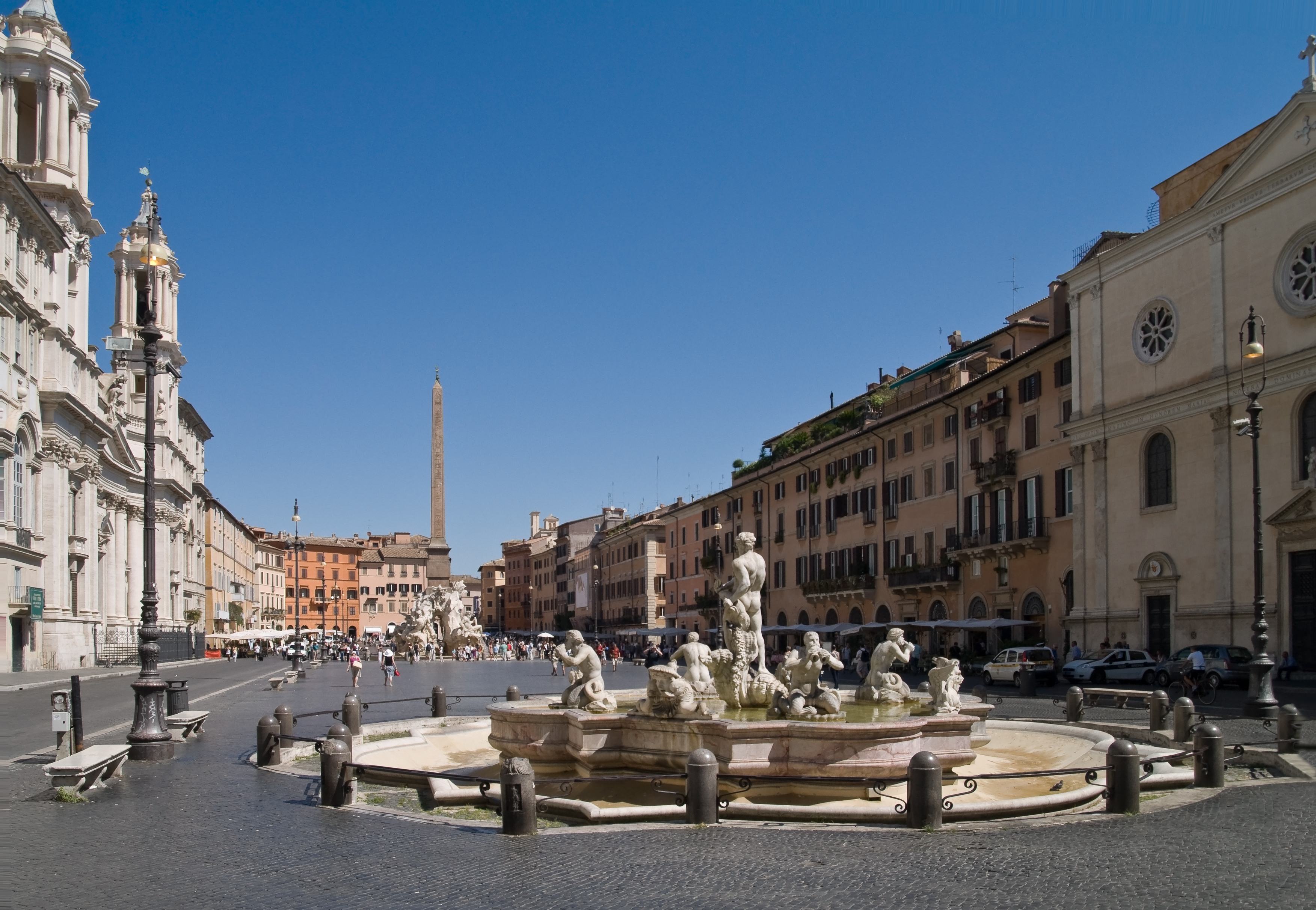
Piazza Navona

## Wappen
Das Wappen zeigt einen Greif.